# Лисенко Валерій Іванович
Валерій Іванович Лисенко (26 червня 1942) — український зоолог і еколог, орнітолог, фахівець з водоплавних птахів, професор (1996), доктор біологічних наук (1993), проректор з науково-навчальної роботи Таврійського державного агротехнологічного університету (м. Мелітополь). Автор понад 150 наукових праць, зокрема 3 монографій, в тому числі однієї в серії «Фауна України» (1991). Брав участь у створенні «Червоної книги України» (1994 і 2009).

## Життєпис
У 1965 році закінчив Мелітопольський педагогічний інститут, де відтоді і працював. У 1985—1987 роках — провідний науковий співробітник Інституту зоології АН УРСР. Протягом 1987—1994 років завідував кафедрою зоології і мисливствознавства Запорізького університету. З 1994 працює на різних посадах в Таврійському державному агротехнологічному університеті (м. Мелітополь).